# Никонов, Николай Андреевич
Никола́й Андре́евич Ни́конов (3 июня 1922 — 7 января 1947) — старший сержант Рабоче-крестьянской Красной Армии, участник Великой Отечественной войны, Герой Советского Союза (1944).

## Биография
Николай Никонов родился 3 июня 1922 года в селе Камышлейка (ныне — Неверкинский район Пензенской области). После окончания семи классов школы работал в колхозе. В 1941 году Никонов был призван на службу в Рабоче-крестьянскую Красную Армию. С февраля 1942 года — на фронтах Великой Отечественной войны.
К июню 1944 года старший сержант Николай Никонов командовал отделением 732-го стрелкового полка 235-й стрелковой дивизии 43-й армии 1-го Прибалтийского фронта. Отличился во время освобождения Витебской области Белорусской ССР. 24-27 июня 1944 года отделение Никонова первым атаковало войска противника в районе деревне Жерёбычи Шумилинского района и приняло активное участие в боях за её освобождение. В том бою Никонов лично уничтожил 13 и взял в плен ещё 7 вражеских солдат и офицеров. 27 июня 1944 года в районе деревни Язвино того же района вместе со своим отделением Никонов взял в плен 28 вражеских солдат и офицеров. В ходе дальнейшего наступления в бою за деревню Старое Село Витебского района Никонов получил ранение, но остался в строю.
Указом Президиума Верховного Совета СССР от 22 июля 1944 года старший сержант Николай Никонов был удостоен высокого звания Героя Советского Союза с вручением ордена Ленина и медали «Золотая Звезда».
После окончания войны Никонов был демобилизован. Проживал и работал в Москве. Скоропостижно скончался 7 января 1947 года; похоронен на Преображенском кладбище (могила не сохранилась).
Был также награждён рядом медалей.

## Комментарии
1. ↑  Дата смерти 20 июня 1954 года, указанная в двухтомнике «Герои Советского Союза», не соответствует действительности[1].